# 埃奇科尼 (喬治亞州)
埃奇科尼（英語：Echeconnee）是位於美國喬治亞州休斯敦縣的一個非建制地區。該地的面積和人口皆未知。

## 地理
埃奇科尼的座標為32°41′07″N 83°42′02″W / 32.68528°N 83.70056°W，而該地的平均海拔高度為93米（即305英尺）。